# 프렌치 토스트

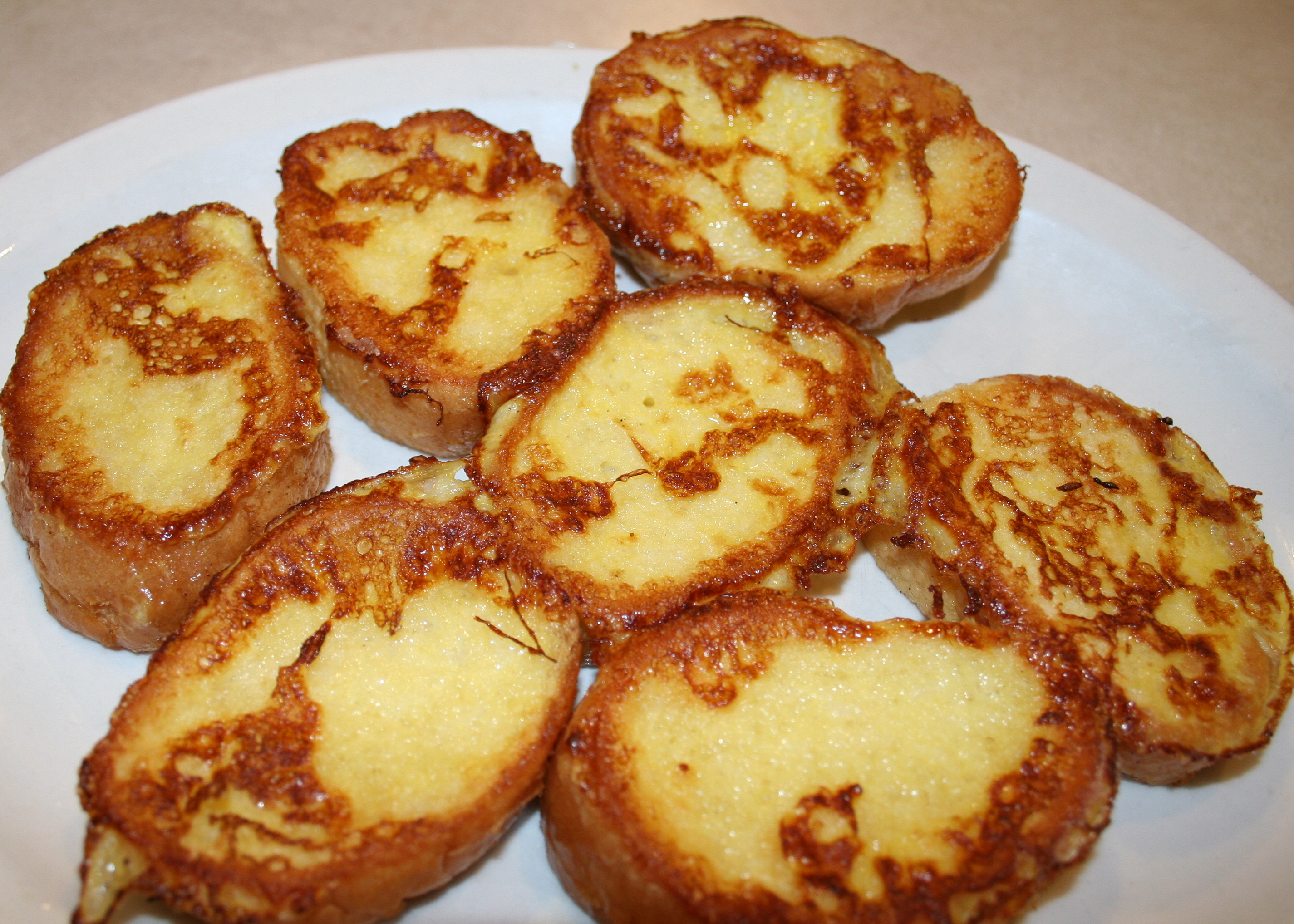
프렌치 토스트

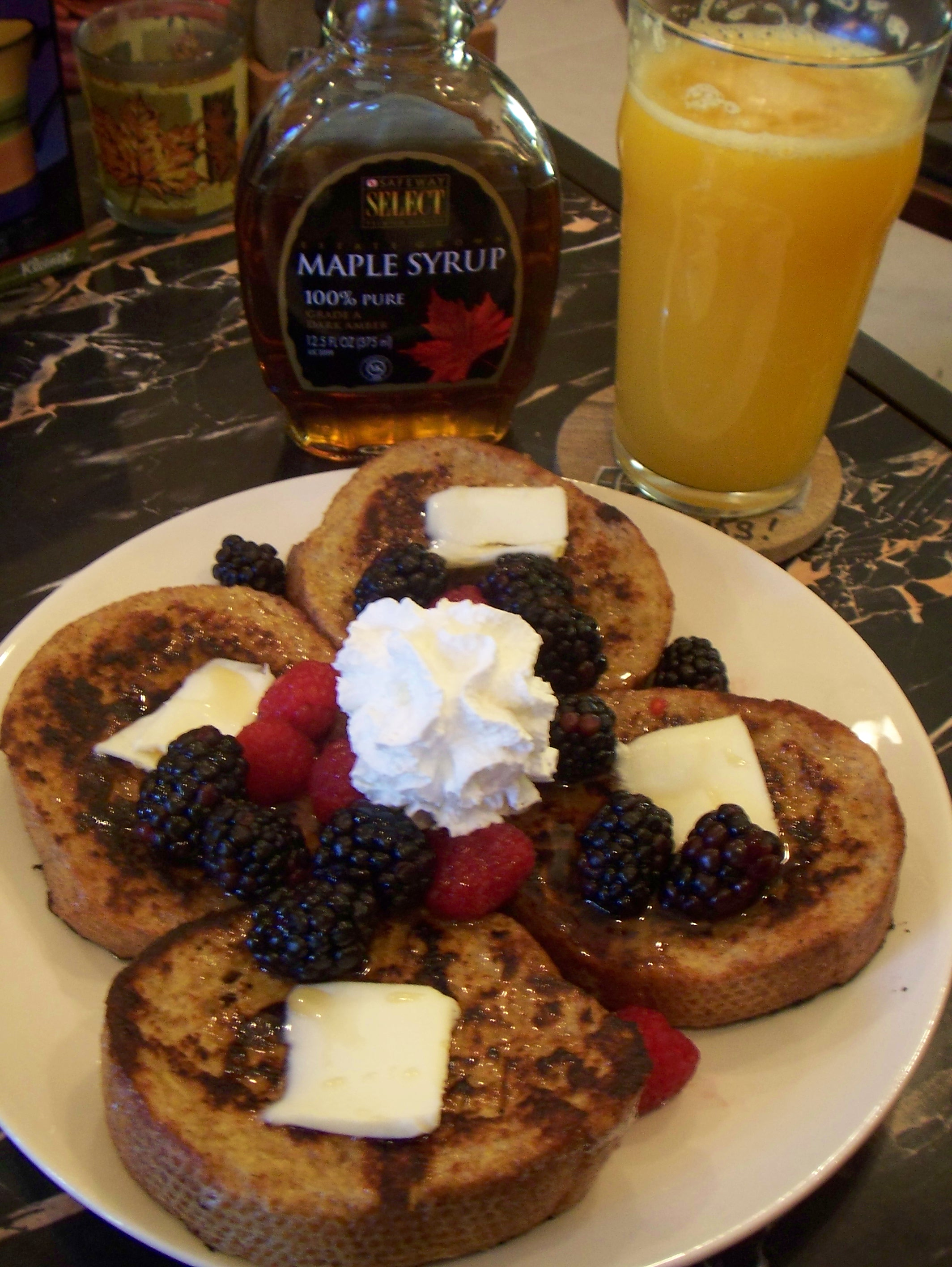
메이플 시럽, 과일, 버터 및 크림으로 토핑된 프렌치 토스트

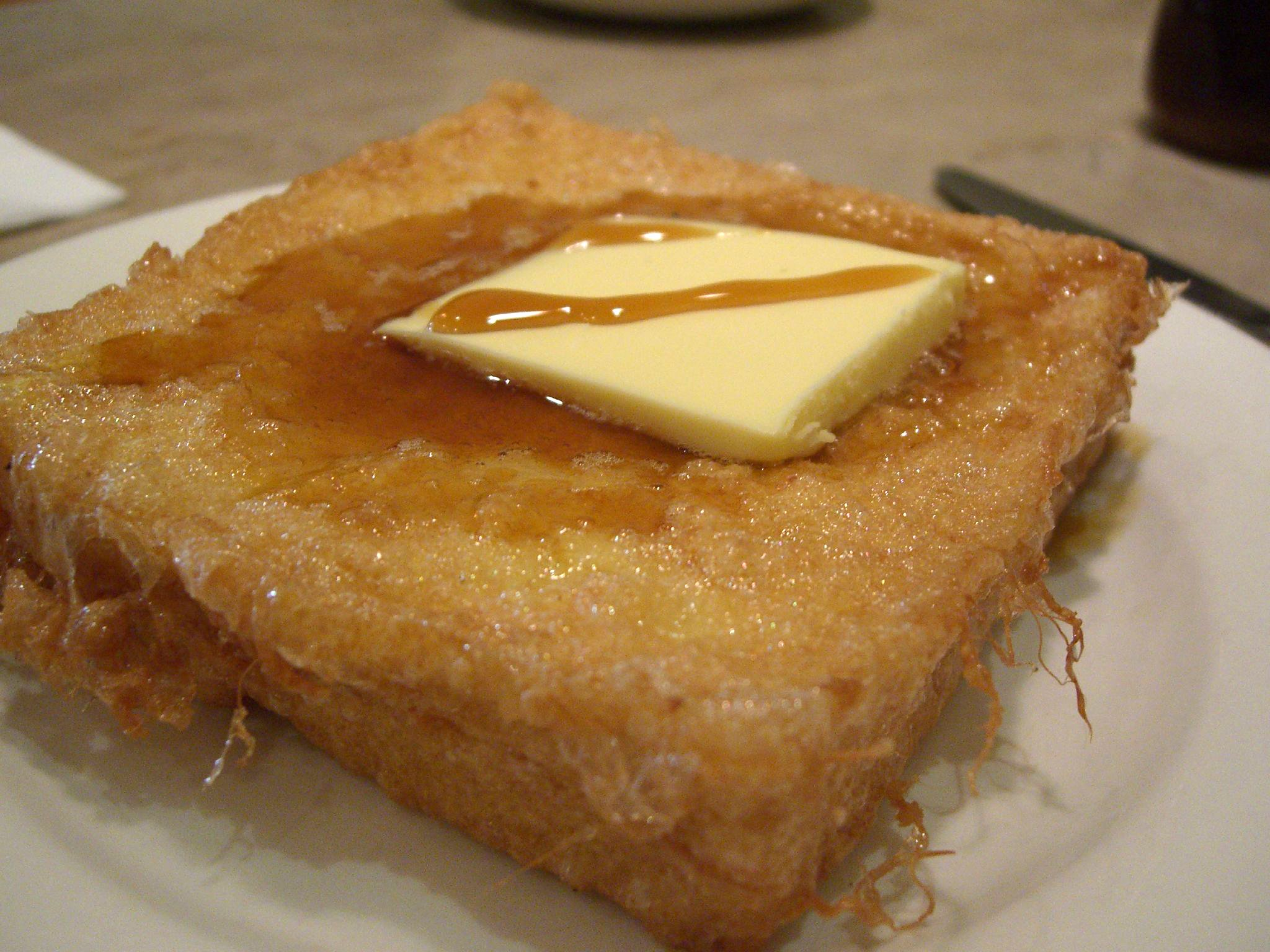
홍콩 스타일 프렌치 토스트

프렌치 토스트(French toast)는 빵에 달걀과 우유 또는 크림을 섞은 것을 적셔서 구워낸 요리다. 구워내기 전에 설탕이나 바닐라, 계피를 넣어서 달콤하게 먹기도 하며, 설탕이나 버터, 과일, 시럽 등을 얹어 먹기도 한다.

## 어원
프렌치 토스트가 언급된 최초의 문헌은 4세기나 5세기에 기록된 것으로 추정되는 라틴어 요리책 《아피기우스》이다. 이 요리책의 조리법에는 빵을 달걀 없이 우유에만 적시며, 요리의 특별한 이름이 없이 단순히 다른 달콤한 요리(Aliter Dulcia)라고 소개하고 있다. 14세기 독일에도 "알메 리터"(Arme Ritter, 독일어로 "가난한 기사")라고 부르는 프렌치 토스트와 유사한 조리법이 있으며, 14세기 영국 요리책에는 "펭 페르뒤" (pain perdu, 프랑스어로 "못 쓰게 된 빵"으로, 먹고 남은 딱딱한 빵을 재활용한 요리)의 조리법이 나와있다.
영국 중세 시대 동안에는 비슷한 요리인 "수페 도레이트"(suppe dorate)를 많이 먹었는데, 노르만족의 요리 "토스티스 도리스"(tostees dorees)에서 유래한 것으로 보고 있다.

## 준비
얇게 썬 빵에 섞은 달걀 혼합물을 적시거나 담그는데, 이때 혼합물에 우유나 크림이 들어가기도 한다. 그 다음, 달걀물을 입힌 빵 조각을 양쪽 면이 모두 갈색으로 익을 때까지 구워준다. 요리사들은 오래된 빵을 추천하는데, 오래 되어 딱딱해진 빵에 달걀 혼합물이 골고루 더 잘 흡수되기 때문이다.
구워낸 빵에는 잼이나 마멀레이드, 버터, 꿀, 시럽, 가루 설탕, 과일, 초콜릿, 휘핑 크림 등 다양한 재료를 얹을 수 있다.

### 응용
스터프 프렌치 토스트는 프렌치 토스트 두 조각을 샌드위치로 만들어 그 사이에 바나나, 딸기와 같은 과일을 채워놓은 요리로, 버터, 단풍 시럽, 설탕 가루 등을 얹어서 먹는다.
홍콩 스타일 프렌치 토스트는 빵을 섞은 달걀이나 간장에 담근 후 기름에 튀긴 후 버터 조각을 올리고 당밀이나 꿀을 곁들인 요리로, 토스트 두 장 사이에 달콤한 것을 넣어서 먹는 것이 일반적이다.

## 팽 페르뒤
프랑스와 벨기에, 뉴올리언스, 아카디아, 뉴펀들랜드, 콩고에서는 프렌치 토스트를 프랑스어로 "못 쓰게 된 빵"이라는 뜻을 가진 팽 페르뒤(pain perdu)라고 부른다. "못 쓰게 된 빵"은 오래되어 "못 쓰게 된" 빵을 재활용할 수 있기 때문에 붙여진 이름이다. 주로 구매한 지 오래되어 돌처럼 딱딱해진 바게트 빵이 많이 사용되었으며, 퍽퍽한 식빵이나 크루아상 등도 팽 페르뒤에 사용되었다. 딱딱해진 빵은 달걀과 우유 혼합물에 담가 부드럽고 촉촉하게 만들 수 있었기에 그 당시 오래된 빵이 처치곤란이었던 사람들에게는 최고의 레시피였다.
빵을 사선으로 얇게 썰고 달걀, 우유, 설탕, 계피와 바닐라 혼합물에 담근 후, 이 빵을 버터를 두른 팬에 구워서 설탕 가루를 뿌린 뒤 잼이나 시럽과 곁들여서 내는 요리다.
프랑스에서는 팽 페르뒤를 후식과 아침 식사로 먹으며, 애프터눈티 스낵으로도 먹는다.

## 같이 보기
- 버터빵
- 토스트
- 잼
- 시럽
- 달걀
- 빵
- 밀크 토스트

## 더 읽어보기
- Claiborne, Craig (1985). 《Craig Claiborne's The New York Times Food Encyclopedia》. New York: Times Books. ISBN 0-8129-1271-3.
- Farmer, Fannie (1918). 《The Boston Cooking-School Cook Book》. Boston: Little, Brown and Co.
- Mariani, John F. (1999). 《The Encyclopedia of American Food and Drink》. New York: Lebhar-Friedman. ISBN 0-86730-784-6.
- Redon, Odilie;  외. (1998). 《The Medieval Kitchen: Recipes from France and Italy》. Chicago: Univ. Chicago Press. ISBN 0-226-70684-2.